# Dilochia
Dilochia es un género de orquídeas de hábitos terrestres que tiene asignada diez especies. Es originario de Indochina hasta Nueva Guinea.

## Distribución
Se encuentran en el sudeste de Asia.

## Descripción
Es una planta de hábito terrestre que está emparentada con Arundina aunque tiene muy poco de común en su apariencia.

## Taxonomía
El género fue descrito por John Lindley y publicado en The Genera and Species of Orchidaceous Plants 38. 1830.

## Especies
| - Dilochia cantleyi - Dilochia celebica - Dilochia elmeri - Dilochia gracilis - Dilochia longilabris | - Dilochia parviflora - Dilochia pentandra - Dilochia rigida - Dilochia subsessilis - Dilochia wallichii |